# Gladiolus bojeri
Gladiolus bojeri là một loài thực vật có hoa trong họ Diên vĩ. Loài này được (Baker) Goldblatt miêu tả khoa học đầu tiên năm 1982 publ. 1983.